# Liste der Eucharistischen Weltkongresse
Diese Liste führt alle Eucharistischen Weltkongresse der Römisch-katholischen Kirche auf.
| Nr. | Datum                         | Ort                   | amtierender Papst | päpstlicher Legat                       | Thema                                                               |
| --- | ----------------------------- | --------------------- | ----------------- | --------------------------------------- | ------------------------------------------------------------------- |
| 1.  | 23.–30. Juni 1881             | Lille                 | Leo XIII.         |                                         | allgemeine Fragen der Eucharistie                                   |
| 2.  | 13.–17. September 1882        | Avignon               | Leo XIII.         |                                         | allgemeine Fragen der Eucharistie                                   |
| 3.  | 5.–10. Juni 1883              | Lüttich               | Leo XIII.         |                                         | allgemeine Fragen der Eucharistie                                   |
| 4.  | 9.–13. September 1885         | Freiburg im Üechtland | Leo XIII.         |                                         | allgemeine Fragen der Eucharistie                                   |
| 5.  | 20.–25. Juni 188?             | Toulouse              | Leo XIII.         |                                         | allgemeine Fragen der Eucharistie                                   |
| 6.  | 2.–6. Juli 1888               | Paris                 | Leo XIII.         |                                         | allgemeine Fragen der Eucharistie                                   |
| 7.  | 16.–21. August 1890           | Antwerpen             | Leo XIII.         |                                         | allgemeine Fragen der Eucharistie                                   |
| 8.  | 14.–21. Mai 1893              | Jerusalem             | Leo XIII.         | Benoit Langénieux                       | allgemeine Fragen der Eucharistie                                   |
| 9.  | 25.–29. Juni 1894             | Reims                 | Leo XIII.         |                                         | allgemeine Fragen der Eucharistie                                   |
| 10. | 20.–24. September 1894        | Paray-le-Monial       | Leo XIII.         |                                         | allgemeine Fragen der Eucharistie                                   |
| 11. | 13.–7. Juli 1898              | Brüssel               | Leo XIII.         | Vincenzo Vannutelli                     | allgemeine Fragen der Eucharistie                                   |
| 12. | 7.–11. August 1899            | Lourdes               | Leo XIII.         | Benoit Langénieux                       | allgemeine Fragen der Eucharistie                                   |
| 13. | 4.–9. September 1901          | Angers                | Leo XIII.         |                                         | allgemeine Fragen der Eucharistie                                   |
| 14. | 3.–7. September 1902          | Namur                 | Leo XIII.         | Pierre-Lambert Goossens                 | allgemeine Fragen der Eucharistie                                   |
| 15. | 20.–24. Juni 1904             | Angoulême             | Pius X.           |                                         | allgemeine Fragen der Eucharistie                                   |
| 16. | 1.–4. Juni 1905               | Rom                   | Pius X.           | der Papst selbst                        | allgemeine Fragen der Eucharistie                                   |
| 17. | 15.–19. August 1906           | Tournai               | Pius X.           | Vincenzo Vannutelli                     | allgemeine Fragen der Eucharistie                                   |
| 18. | 6.–11. August 1907            | Metz                  | Pius X.           |                                         | allgemeine Fragen der Eucharistie                                   |
| 19. | 8.–13. September 1908         | London                | Pius X.           |                                         | allgemeine Fragen der Eucharistie                                   |
| 20. | 4.–8. August 1909             | Köln                  | Pius X.           |                                         | allgemeine Fragen der Eucharistie                                   |
| 21. | 7.–11. September 1910         | Montreal              | Pius X.           |                                         | allgemeine Fragen der Eucharistie                                   |
| 22. | 23. Juni – 1. Juli 1911       | Madrid                | Pius X.           | Gregorio María Aguirre y García         | allgemeine Fragen der Eucharistie                                   |
| 23. | 12.–14. September 1912        | Wien                  | Pius X.           | Wilhelmus Marinus van Rossum            | allgemeine Fragen der Eucharistie                                   |
| 24. | 23.–27. April 1913            | Malta                 | Pius X.           | Domenico Ferrata                        | allgemeine Fragen der Eucharistie                                   |
| 25. | 22.–26. Juli 1914             | Lourdes               | Pius X.           | Gennaro Granito Pignatelli di Belmonte  | Die Eucharistie und das Soziale Reich Jesu Christi                  |
| 26. | 24.–29. Juni 1922             | Rom                   | Pius XI.          | der Papst selbst                        | Das Friedensreich unseres Herrn Jesus Christus in der Eucharistie   |
| 27. | 22.–27. Juni 1924             | Amsterdam             | Pius XI.          | Wilhelmus Marinus van Rossum            | Die Eucharistie und Holland                                         |
| 28. | 20.–24. Juni 1926             | Chicago               | Pius XI.          | Giovanni Bonzano                        | Der Frieden Christi in seinem Reich                                 |
| 29. | 9.–9. September 1928          | Sydney                | Pius XI.          | Bonaventura Cerretti                    | Die Madonna und die Eucharistie                                     |
| 30. | 7.–11. Mai 1930               | Karthago              | Pius XI.          | Alexis-Henri-Marie Lépicier             | Die Eucharistie in Afrikas Zeugenschaft                             |
| 31. | 21.–26. Juni 1932             | Dublin                | Pius XI.          | Lorenzo Lauri                           | Die Eucharistie und Irland                                          |
| 32. | 10.–14. Oktober 1934          | Buenos Aires          | Pius XI.          | Eugenio Maria Giuseppe Giovanni Pacelli | Das Soziale Reich unseres Herrn Jesus Christus und die Eucharistie  |
| 33. | 3.–7. Februar 1937            | Manila                | Pius XI.          | Denis Joseph Dougherty                  | Die Eucharistischen Apostolate in der Mission                       |
| 34. | 25.–30. Mai 1938              | Budapest              | Pius XI.          | Eugenio Maria Giuseppe Giovanni Pacelli | Die Eucharistischen und das Band der Liebe                          |
| 35. | 27 Mai–1. Juni 1952           | Barcelona             | Pius XII.         | Federico Tedeschini                     | Die Eucharistie und der Frieden                                     |
| 36. | 17.–24. Juli 1955             | Rio de Janeiro        | Pius XII.         | Benedetto Aloisi Masella                | Die eucharistische Herrschaft Christi des Erlösers                  |
| 37. | 31. Juli–7. August 1960       | München               | Johannes XXIII.   | Gustavo Testa                           | Pro Mundi Vita                                                      |
| 38. | 28. November–8. Dezember 1964 | Mumbai                | Paul VI.          | Krikor Bedros XV. Agagianian            | Die Eucharistie und der Neue Mensch                                 |
| 39. | 18.–25. August 1968           | Bogotá                | Paul VI.          | Giacomo Lercaro                         | Vinculum Charitatis                                                 |
| 40. | 18.–25. Februar 1973          | Melbourne             | Paul VI.          | Lawrence Shehan                         | „Liebet einander wie ich Euch geliebt habe!“                        |
| 41. | 1.–8. August 1976             | Philadelphia          | Paul VI.          | James Robert Knox                       | Die Eucharistie und die Ziele der Menschlichen Familie              |
| 42. | 6.–23. Juli 1981              | Lourdes               | Johannes Paul II. | Bernardin Gantin                        | Jesus Christus: Gebrochenes Brot für eine Neue Welt                 |
| 43. | 11.–18. August 1985           | Nairobi               | Johannes Paul II. | Joseph Cordeiro                         | Die Eucharistie und die christliche Familie                         |
| 44. | 5.–8. Oktober 1989            | Seoul                 | Johannes Paul II. | Roger Etchegaray                        | Christus Pax Nostra                                                 |
| 45. | 7.–13. Juni 1993              | Sevilla               | Johannes Paul II. | Nicolás de Jesús López Rodríguez        | Eucharistie und Evangelisierung                                     |
| 46. | 25. Mai–1. Juni 1997          | Breslau               | Johannes Paul II. | Angelo Sodano                           | Eucharistie und Freiheit                                            |
| 47. | 18.–25. Juni 2000             | Rom                   | Johannes Paul II. | der Papst selbst                        | Jesus Christus ist der Retter der Welt                              |
| 48. | 10.–17. Oktober 2004          | Guadalajara           | Johannes Paul II. | Jozef Tomko                             | Die Eucharistie ist das Leben und das Licht des neuen Jahrtausends  |
| 49. | 15.–22. Juni 2008             | Quebec                | Benedikt XVI.     | Jozef Tomko                             | Die Eucharistie – Gabe Gottes für das Leben der Welt                |
| 50. | 10.–17. Juni 2012             | Dublin                | Benedikt XVI.     | Marc Ouellet                            | Die Eucharistie: Gemeinschaft mit Christus und untereinander        |
| 51. | 25.–31. Januar 2016           | Cebu City             | Franziskus        | Charles Maung Bo                        | Die Eucharistie: Christus in euch, unsere Hoffnung auf Herrlichkeit |
| 52. | 5.–12. September 2021         | Budapest              | Franziskus        | der Papst selbst                        | Alle meine Quellen stammen von dir (von Eucharistie. Cfr.: Ps 87,7) |
| 53. | 8.–15. September 2024         | Quito                 | Franziskus        | Kevin Farrell                           | „Geschwisterlichkeit zur Heilung der Welt“                          |
| 54. | 2028                          | Sydney                |                   |                                         |                                                                     |